# Diocèse de Kolda

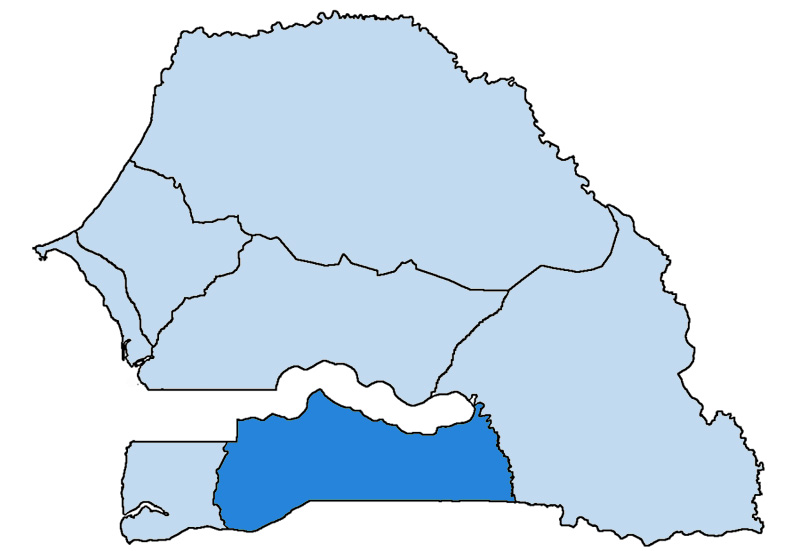
Carte du diocèse de Kolda

Le diocèse de Kolda est l'un des six diocèses suffragants de Dakar (Sénégal).